# Meneur de jeu (football)
Pour les articles homonymes, voir Numéro 10.

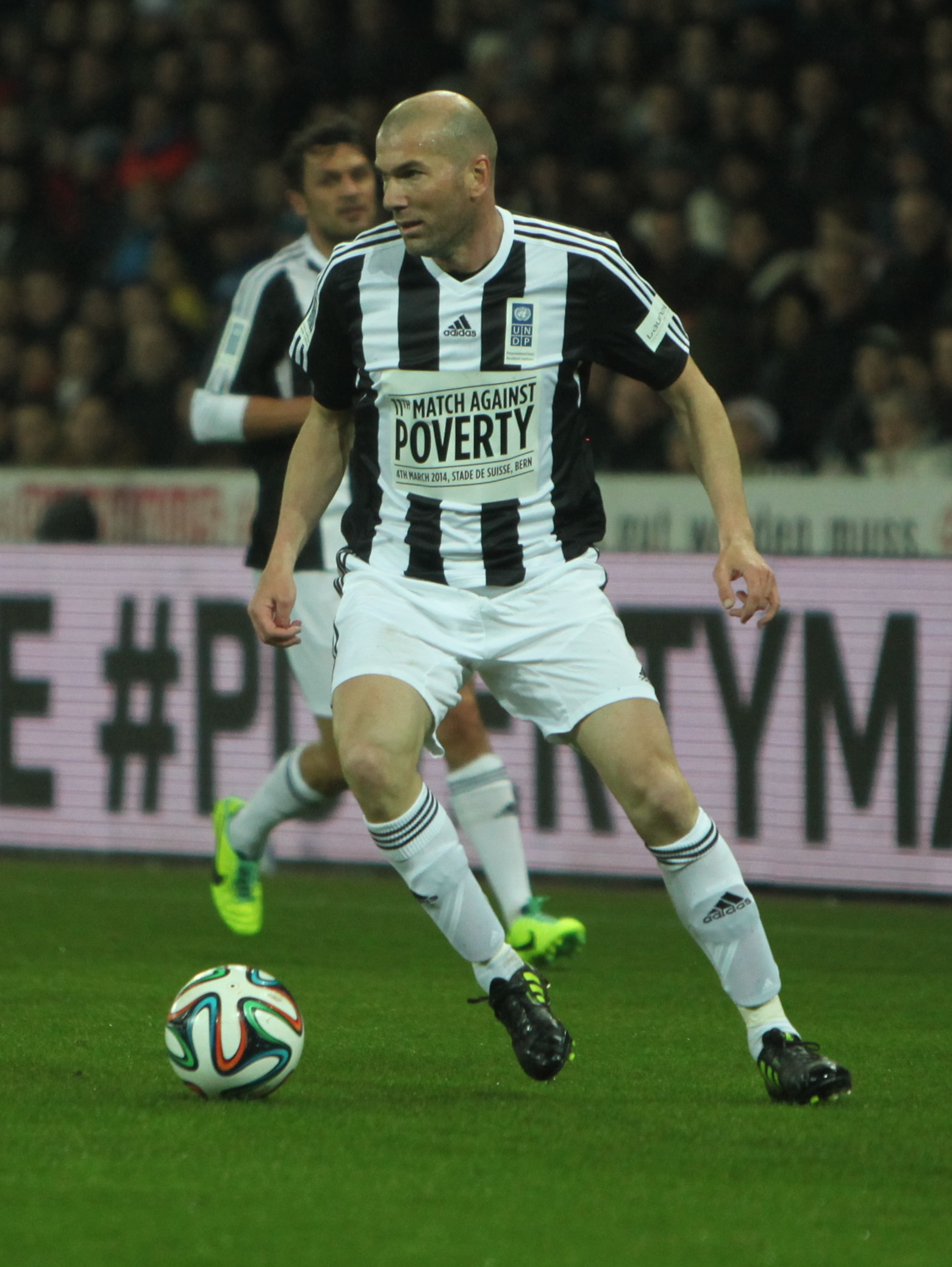
Zidane disputant un match en tant que meneur de jeux en 2014

En football, un meneur de jeu est un joueur, généralement au milieu de terrain, chargé de diriger le jeu de son équipe. Il est plus rarement appelé le milieu créatif (ou créateur).
Classiquement, en phase d'attaque, le meneur de jeu est l'animateur du jeu offensif. Placé en retrait des attaquants, il porte souvent le numéro 10, à l'image de Pelé à Santos, Diego Maradona au Napoli, Michel Platini et Zinédine Zidane en Équipe de France, Luka Modrić au Real Madrid, Juan Román Riquelme aux Boca Juniors ou encore Lionel Messi au FC Barcelone.

## Description
Le meneur de jeu brille généralement par sa capacité à mettre en difficulté la défense adverse, par des passes incisives à
ses coéquipiers d'attaque, mais aussi par ses déplacements, sa créativité, ses dribbles ou encore ses frappes de balle. Il est un élément clé sur le terrain et permet de donner un sens à la partie, notamment de par sa façon de jouer, sur laquelle ses coéquipiers se basent.
Le concept de meneur de jeu se confond parfois avec celui, plus large, de milieu offensif. Le meneur de jeu est classiquement un joueur axial, même s'il peut opérer également sur les côtés. Il est plus ou moins offensif : certains évoluent tout près de l'attaque, comme attaquant de soutien, tandis que d'autres sont plus reculés, à l'image du regista du football italien. On peut citer comme exemple Andrea Pirlo et Miralem Pjanić lors de leurs passages respectifs à la Juventus de Turin.
En phase offensive, le meneur de jeu doit faire le lien entre la défense et l'attaque, distribuer les passes et orienter le jeu. Joueur libre dans son positionnement, il est moins sollicité par le replacement défensif et la récupération pour se consacrer à la construction. Il est complété tactiquement par un ou plusieurs milieux récupérateurs.
En phase de défense, le libéro (typiquement Franz Beckenbauer, Laurent Blanc, Frank Lebœuf ou Carlos Valderrama pouvaient être des meneurs de jeu, très, reculés) ou le gardien de but (notamment le profil de gardien-libéro comme Manuel Neuer à la Coupe du Monde 2014 ou Hugo Lloris en équipe de France), suivant la disposition de jeu adoptée, peuvent être considérés comme des meneurs de jeu, responsable du jeu défensif et de la relance.